# André Kiser
André Kiser (10 de abril de 1958) es un deportista suizo que compitió en bobsleigh en las modalidades doble y cuádruple.
Ganó tres medallas en el Campeonato Mundial de Bobsleigh, en los años 1986 y 1987, y una medalla de oro en el Campeonato Europeo de Bobsleigh de 1986. Participó en los Juegos Olímpicos de Calgary 1988, ocupando el sexto lugar en la prueba doble.

## Palmarés internacional
| Campeonato Mundial | Campeonato Mundial   | Campeonato Mundial | Campeonato Mundial |
| Año                | Lugar                | Medalla            | Prueba             |
| ------------------ | -------------------- | ------------------ | ------------------ |
| 1986               | Königssee (RFA)      | Medalla de oro     | Cuádruple          |
| 1987               | Sankt Moritz (Suiza) | Medalla de oro     | Cuádruple          |
| 1987               | Sankt Moritz (Suiza) | Medalla de plata   | Doble              |
| Campeonato Europeo |                      |                    |                    |
| Año                | Lugar                | Medalla            | Prueba             |
| 1986               | Igls (Austria)       | Medalla de oro     | Cuádruple          |